# كول سودوث
كول سودوث (بالإنجليزية: Kohl Sudduth)‏ هو ممثل أمريكي، ولد في 8 أغسطس 1974 في الولايات المتحدة.

## أعمال

### أفلام
- (1998) 54[4]
- (2000) رحلة الطريق[5]

## وصلات خارجية
- كول سودوث على موقع IMDb (الإنجليزية)
- كول سودوث على موقع ألو سيني (الفرنسية)
- كول سودوث على موقع تيرنر كلاسيك موفيز (الإنجليزية)
- كول سودوث على موقع أول موفي (الإنجليزية)
- كول سودوث على موقع قاعدة بيانات برودواي على الإنترنت (الإنجليزية)
- كول سودوث على موقع قاعدة بيانات برودواي على الإنترنت (الإنجليزية)
- كول سودوث على موقع قاعدة بيانات الأفلام السويدية (السويدية)
- كول سودوث على موقع قاعدة بيانات الفيلم (الإنجليزية)
- كول سودوث على موقع كينوبويسك (الروسية)